# Pachyglossa
Pachyglossa – rodzaj ptaków z rodziny kwiatówek (Dicaeidae).

## Rozmieszczenie geograficzne
Rodzaj obejmuje gatunki występujące w południowej i południowo-wschodniej Azji.

## Morfologia
Długość ciała 9–13 cm; masa ciała 7,5–11 g.

## Systematyka
Rodzaj zdefiniował w 1843 roku angielski zoolog Edward Blyth w raporcie kuratora ze spotkania grudniowego 1842 roku z późniejszym dodatkiem, opublikowanym w czasopiśmie „The Journal of the Asiatic Society of Bengal”. Gatunkiem typowym jest (oznaczenie monotypowe) (P. melanozantha).

### Etymologia
- Parisoma: rodzaj Parus Linnaeus, 1758 (bogatka); gr. σωμα sōma, σωματος sōmatos ‘ciało’[9]. Gatunek typowy (oznaczenie monotypowe): Parisoma vireoides Jerdon, 1840  (= Fringilla agilis Tickell, 1833).
- Pachyglossa (Pachyglossus): gr. παχυςpakhus ‘gruby’; γλωσσα glōssa ‘język’ (tj. dziób)[10].
- Piprisoma: rodzaj Pipra Linnaeus, 1764 (gorzyk); gr. σωμα sōma, σωματος sōmatos ‘ciało’[11]. Gatunek typowy (oznaczenie monotypowe): Fringilla agilis Tickell, 1833.
- Acmonorhynchus: gr. ακμων akmōn, ακμονος akmonos ‘kowadło, taran’; ῥυγχος rhunkhos ‘dziób’[12]. Gatunek typowy (oznaczenie monotypowe): Prionochilus vincens P.L. Sclater, 1872.
- Cryptociris: gr. κρυπτος kruptos ‘ukryty’; κιρις kiris, κιριδος kiridos ‘mityczny ptak’[13]. Gatunek typowy (oryginalne oznaczenie): Pardalotus obsoletus[c] S. Müller, 1843.

### Podział systematyczny
Do rodzaju należą następujące gatunki:
- Pachyglossa olivacea (Tweeddale, 1877) – kraśniak oliwkowy
- Pachyglossa propria (Ripley & Rabor, 1966) – kraśniak wąsaty
- Pachyglossa chrysorrhea (Temminck, 1829) – kraśniak zielonogrzbiety
- Pachyglossa vincens (P.L. Sclater, 1872) – kraśniak białogardły
- Pachyglossa melanozantha Blyth, 1843 – kraśniak czarny
- Pachyglossa agilis (Tickell, 1833) – kraśniak grubodzioby
- Pachyglossa everetti (Sharpe, 1877) – kraśniak brązowy